# Грейт-Нек (селище, Нью-Йорк)
Грейт-Нек (англ. Great Neck) — селище (англ. village) в США, в окрузі Нассау штату Нью-Йорк. Населення — 9989 осіб (2010).

## Географія
Грейт-Нек розташований за координатами 40°48′9″ пн. ш. 73°43′59″ зх. д. / 40.80250° пн. ш. 73.73306° зх. д. (40.802368, -73.733099).  За даними Бюро перепису населення США в 2010 році селище мало площу 3,51 км², з яких 3,44 км² — суходіл та 0,07 км² — водойми.

## Демографія
Згідно з переписом 2010 року, у селищі мешкало 9989 осіб у 3473 домогосподарствах у складі 2620 родин. Густота населення становила 2844 особи/км².  Було 3645 помешкань (1038/км²).
Расовий склад населення:
| - 82,8 % — білих - 7,2 % — азіатів - 2,0 % — чорних або афроамериканців - 0,2 % — корінних американців - 3,9 % — осіб інших рас |

До двох чи більше рас належало 3,9 %. Частка іспаномовних становила 10,2 % від усіх жителів.
За віковим діапазоном населення розподілялося таким чином: 26,2 % — особи молодші 18 років, 55,2 % — особи у віці 18—64 років, 18,6 % — особи у віці 65 років та старші. Медіана віку мешканця становила 41,2 року. На 100 осіб жіночої статі у селищі припадало 96,5 чоловіків;  на 100 жінок у віці від 18 років та старших — 92,1 чоловіків також старших 18 років.
Середній дохід на одне домашнє господарство  становив 120 477 доларів США (медіана — 90 382), а середній дохід на одну сім'ю — 138 825 доларів (медіана — 103 000). Медіана доходів становила 61 384 долари для чоловіків та 51 314 долари для жінок. За межею бідності перебувало 5,9 % осіб, у тому числі 3,4 % дітей у віці до 18 років та 12,3 % осіб у віці 65 років та старших.
Цивільне працевлаштоване населення становило 4304 особи. Основні галузі зайнятості: освіта, охорона здоров'я та соціальна допомога — 23,0 %, науковці, спеціалісти, менеджери — 14,1 %, роздрібна торгівля — 13,5 %.